# Lola B11/80
Chronologie des modèles
Lola B08/80 Lola B12/80
La Lola B11/80 est une voiture de course homologuée pour courir dans la catégorie Le Mans Prototype de l'Automobile Club de l'Ouest.

## Aspects techniques
La Lola B11/80 peut accueillir les trois nouveaux moteurs utilisés pour la catégorie LMP2, à savoir le Nissan, le Judd-BMW et le Honda. De plus, de nombreux moteurs provenant de voitures de grand tourisme peuvent y être installés.
Elle est dotée d'un aileron de « requin »,.

## Histoire en compétition
En 2011, exploitée par Level 5 Motorsports, elle entre pour la première fois en compétition à l'occasion des 12 Heures de Sebring, où elle termine la course à la trente-troisième place du classement général,.